# Evangelienschlüssel
Ein Evangelienschlüssel ist eine Übersicht über die in den vier Evangelien des Neuen Testaments der Bibel behandelten Themen und der dazugehörigen Bibelstellen. Mit seiner Hilfe soll sich der Leser beim Bibelstudium innerhalb der Evangelien schneller und einfacher orientieren können. Evangelienschlüssel finden sich in ausgewählten Bibelausgaben.
Der hier im Artikel vorgestellte Evangelienschlüssel orientiert sich stark am gleichnamigen Abschnitt in neueren Ausgaben der Herder-Bibel. Dieser Evangelienschlüssel versucht, den Inhalt der vier Evangelien, einer zeitlichen Achse folgend, in neun Großgruppen aufzugliedern. Die Stellenangaben beziehen sich auf das Matthäus-, Markus-, Lukas- und Johannes-Evangelium und dort jeweils auf den ersten Vers eines Abschnitts. Die Bibelstellen verlinken auf den Online-Text der Elberfelder Bibel sowie der Einheitsübersetzung.

## Der Inhalt der Evangelien nach Großgruppen

### Vorgeschichte und Kindheit

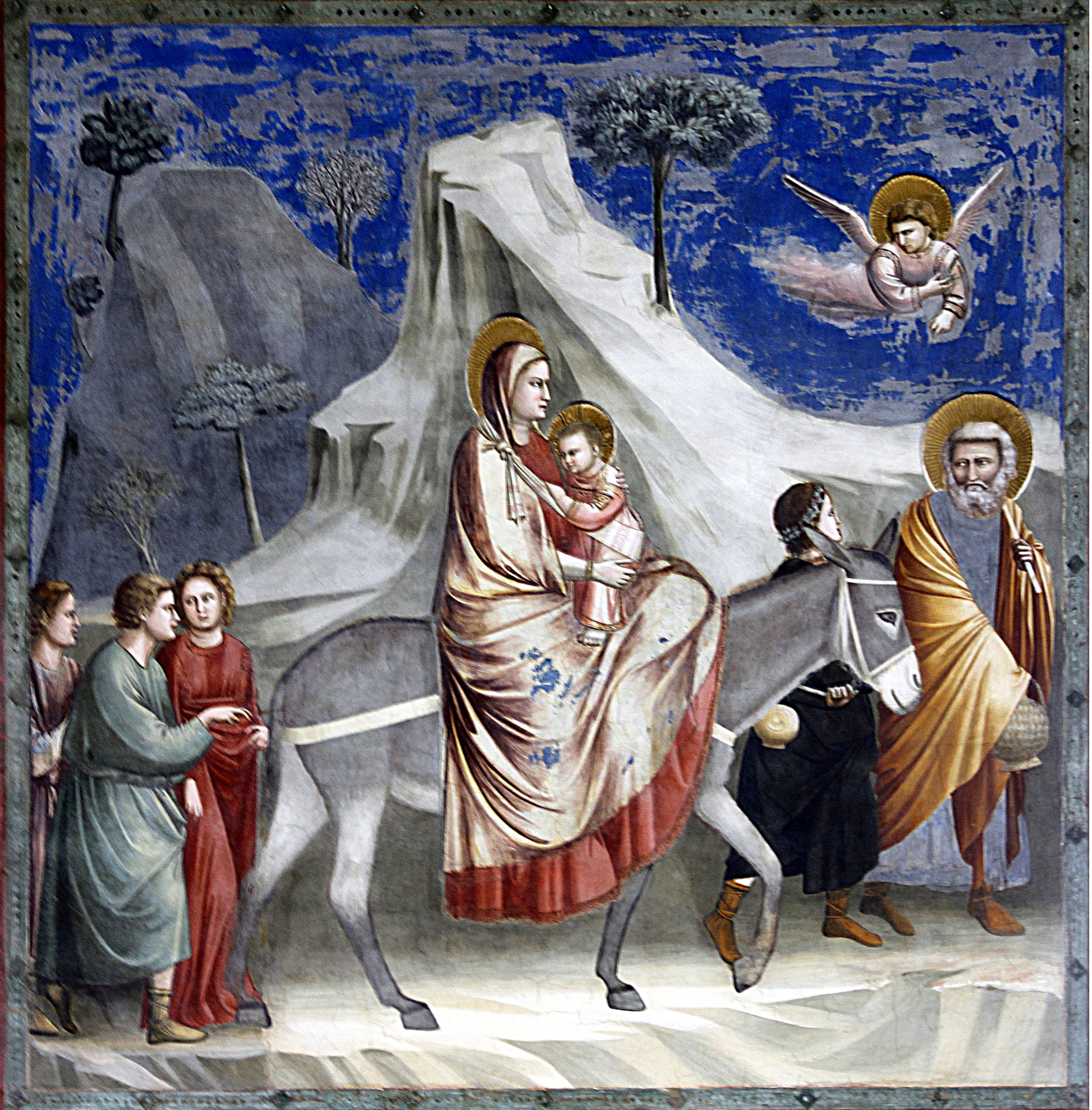
Heilige Familie auf der Flucht nach Ägypten (Giotto)

Ein Engel verkündet Maria ihre Schwangerschaft. Das Kind hüpfte in ihrem Bauch, als sie ihre Verwandte Elisabeth besucht. Dann folgen die Geburt Jesu in einem Stall in Bethlehem, die Beschneidung, Namensgebung und die Flucht nach Ägypten. Später wächst Jesus in Nazaret auf. Erstaunen erregt der zwölfjährige Jesus, als er während des Paschafestes im Tempel zu Jerusalem mit Schriftgelehrten disputiert.

#### Vorgeschichte
| Inhalt                                | Bibelstellen     | Inhalt                         | Bibelstellen |
| ------------------------------------- | ---------------- | ------------------------------ | ------------ |
| Die Verheißung der Geburt des Täufers | Lk 1,5           | Die Verheißung der Geburt Jesu | Lk 1,26      |
| Der Besuch Marias bei Elisabeth       | Lk 1,39          | Die Geburt des Täufers         | Lk 1,57      |
| Der Stammbaum Jesu                    | Mt 1,1 ; Lk 3,23 | Die Geburt des Täufers         | Lk 1,57      |

#### Kindheit
| Inhalt               | Bibelstellen     | Inhalt                        | Bibelstellen      |
| -------------------- | ---------------- | ----------------------------- | ----------------- |
| Geburt Jesu          | Mt 1,18 ; Lk 2,1 | Beschneidung – Namensgebung   | Mt 1,25 ; Lk 2,21 |
| Simeon und Hanna     | Lk 2,22          | Besuch der Magier             | Mt 2,1            |
| Flucht nach Ägypten  | Mt 2,13          | Kindermord in Betlehem        | Mt 2,16           |
| Rückkehr aus Ägypten | Mt 2,19          | Zwölfjähriger Jesus im Tempel | Lk 2,41           |
| Leben in Nazaret     | Lk 2,51          | Zwölfjähriger Jesus im Tempel | Lk 2,41           |

### Öffentliches Leben Jesu
Jesus tritt in die öffentliche Wahrnehmung der Geschichte. Markus datiert das Ereignis formelhaft mit den Worten in jenen Tagen. Lukas stellt es in einen weltgeschichtlichen Zusammenhang: es war im 15. Jahr der Regierung des Kaisers Tiberius. Matthäus betreibt die Datierung mit dem Stammbaum Jesu. Drei Evangelisten berichten, dass Jesus nach seiner Taufe und einem 40-tägigen Fasten vom Teufel in die Wüste geführt wird. Dort widersteht er dessen Versuchungen. Ausgehen von Kafarnaum, wo er die Schwiegermutter des Petrus heilt, durchwandert er die Provinz Galiläa. Dort beruft er seine Jünger, und auch einige Frauen begleiten ihn: Maria Magdalena, Johanna die Frau des Chuzas, Susanna und viele andere. Er begegnet den Menschen, lehrt sie, heilt die Kranken und treibt Dämonen aus. Nach Auskunft des Johannes-Evangeliums besucht er als gläubiger Jude die Feste in Jerusalem und hält sich unterwegs in der Provinz Judäa auf.

#### Der Beginn
| Inhalt                               | Bibelstellen               |                                | Inhalt                     | Bibelstellen |
| Der Täufer tritt auf; seine Predigt  | Mt 3,1 ; Mk 1,1 ; Lk 3,1   | Johannes erstes Zeugnis        | Mt 3,11 ; Mk 1,7 ; Lk 3,15 |              |
| Taufe Jesu                           | Mt 3,13 ; Mk 1,9 ; Lk 3,21 | Versuchung in der Wüste        | Mt 4,1 ; Mk 1,12 ; Lk 4,1  |              |
| Johannes der Täufer über sich selbst | Joh 1,19                   | Johannes der Täufer über Jesus | Joh 1,29                   |              |
| Erste Jünger                         | Joh 1,35                   | Tempelreinigung                | Joh 2,13                   |              |
| Letztes Zeugnis des Täufers          | Joh 3,22                   | Ende Johannes des Täufers      | Mt 14,3                    |              |

#### Jesus in Galiläa – zum Fest nach Jerusalem
| Inhalt                   | Bibelstellen                    |                              | Inhalt                     | Bibelstellen |
| Erste Predigttätigkeit   | Mt 4,12 ; Mk 1,14 ; 21; Lk 4,14 | In Nazaret                   | Lk 4,16                    |              |
| Erste Predigttätigkeit   | Mt 4,12 ; Mk 1,14 ; 21; Lk 4,14 | Berufung der ersten Jünger   | Mt 4,18 ; Mk 1,16          |              |
| In Kafarnaum             | Mt 4,13 ; Lk 4,31               | Berufung des Matthäus (Levi) | Mt 9,9 ; Mk 2,13 ; Lk 5,27 |              |
| Wanderpredigt in Galiläa | Mt 4,23 ; Mk 1,35 ; Lk 4,42     | Berufung des Matthäus (Levi) | Mt 9,9 ; Mk 2,13 ; Lk 5,27 |              |

#### Jesus wieder in Galiläa – Laubhüttenfest in Jerusalem
| Inhalt                                              | Bibelstellen                   |                                                      | Inhalt                       | Bibelstellen |
| Ausweichen vor dem ersten Mordbeschluss             | Mt 12,14 ; Mk 3,6 ; Lk 6,11    | Wachsender Zulauf                                    | Mt 4,24 ; Mk 3,7 ; Lk 6,17   |              |
| Berufung der Zwölf                                  | Mt 10,1 ; Mk 3,13 ; Lk 6,12    | Anfrage des Täufers und die Antwort Jesu             | Mt 11,2 ; Lk 7,18            |              |
| Jüngerinnen Jesu                                    | Lk 8,1                         | Besuch in Nazaret                                    | Mt 13,53 ; Mk 6,1            |              |
| Enthauptung des Täufers                             | Mt 14,3 ; Mk 6,14-29 ; Lk 3,19 | Herodes Unruhe über Jesus, den auferstandenen Täufer | Mt 14,1 ; Mk 6,14 ; Lk 9,7   |              |
| Aussendung und Rückkehr der Apostel                 | Mt 10,5 ; Mk 6,7 ; Lk 9,1-6    | Aussendung der Jünger                                | Lk 10,1                      |              |
| Christusbekenntnis des Petrus                       | Mt 16,13 ; Mk 8,29 ; Lk 9,20   | Erste Leidensankündigung – Zurückweisung des Petrus  | Mt 16,21 ; Mk 8,31 ; Lk 9,22 |              |
| Die Verklärung Jesu                                 | Mt 17,1 ; Mk 9,2 ; Lk 9,28     | Zweite Leidensankündigung                            | Mt 17,22 ; Mk 9,30 ; Lk 9,44 |              |
| Reise zum Laubhüttenfest – Vorschlag der Verwandten | Joh 7,2                        | Zweite Leidensankündigung                            | Mt 17,22 ; Mk 9,30 ; Lk 9,44 |              |

#### In Judäa – Peräa, zum letzten Fest nach Jerusalem
| Inhalt                    | Bibelstellen                   |                     | Inhalt                         | Bibelstellen |
| Aufbruch nach Judäa       | Mt 19,1 ; Mk 10,1 ; Joh 10,40  | In Ephraim          | Joh 11,54                      |              |
| Dritte Leidensankündigung | Mt 20,17 ; Mk 10,32 ; Lk 18,31 | Salbung in Betanien | Mt 26,6 ; Mk 14,3 ; Joh 12,1   |              |
| Einzug in Jerusalem       | Mt 21,1 ; Mk 11,1 ; Lk 19,29   | Tempelreinigung     | Mt 21,12 ; Mk 11,15 ; Lk 19,45 |              |
| Unglaube der Juden        | Joh 12,37                      | Tempelreinigung     | Mt 21,12 ; Mk 11,15 ; Lk 19,45 |              |

### Einzelszenen und Begegnungen
Jesus und die Jünger begegnen Frauen und Nichtjuden. Er verkehrt mit Zöllnern, Mitgliedern der römischen Besatzungsmacht, Ehebrecherinnen und anderen Sündern.

#### Mit Frauen
| Inhalt                       | Bibelstellen           |                  | Inhalt                            | Bibelstellen |
| Samariterin am Jakobsbrunnen | Joh 4,1                | Die sündige Frau | Lk 7,36                           |              |
| Ehebrecherin                 | Joh 8,1-11             | Martha und Maria | Lk 10,38 ; (Joh 11,1 11,1; 12,2 ) |              |
| Mutter der Zebedäussöhne     | Mt 20,20 ; (Mk 10,35 ) | Opfer der Witwe  | Mk 12,41 ; Lk 21,1                |              |
| Kanaanäische Frau            | Mt 15,21 ; Mk 7,24     | Opfer der Witwe  | Mk 12,41 ; Lk 21,1                |              |

#### Sonstige Szenen und Begegnungen
| Inhalt               | Bibelstellen                   |                                             | Inhalt                         | Bibelstellen |
| Wahre Verwandte Jesu | Mt 12,46 ; Mk 3,31 ; Lk 8,19   | Ungastliche Aufnahme in einem Dorf Samarias | Lk 9,51                        |              |
| Jesus und die Kinder | Mt 19,13 ; Mk 10,13 ; Lk 18,15 | Der reiche junge Mann                       | Mt 19,16 ; Mk 10,17 ; Lk 18,18 |              |
| Der Zöllner Zachäus  | Lk 19,1                        | Bitte der Griechen                          | Joh 12,20                      |              |

### Die Wunder
Die Brotvermehrung und das Weinwunder auf der Hochzeit zu Kana sind nur zwei – wenngleich besonders bekannte – Beispiele der Wunder Jesu. Die Wunder kann man in vier Themenbereiche einteilen: Naturwunder, Heilung Besessener, Krankenheilungen und Totenerweckungen.

#### Naturwunder
| Inhalt                      | Bibelstellen                     |                                | Inhalt                                 | Bibelstellen |
| Hochzeit zu Kana            | Joh 2,1                          | Erste Brotvermehrung           | Mt 14,14 ; Mk 6,34 ; Lk 9,10 ; Joh 6,1 |              |
| Zweite Brotvermehrung       | Mt 15,32 ; Mk 8,1 (s. auch 6506) | Erster Fischfang               | Lk 5,4                                 |              |
| Zweiter Fischfang           | Joh 21,1                         | Vierdrachmenstück im Fischmaul | Mt 17,24                               |              |
| Stillung des Sturms         | Mt 8,23 ; Mk 4,35                | Seewandeln                     | Mt 14,22 ; Mk 6,45 ; Joh 6,16          |              |
| Verfluchung des Feigenbaums | Mt 21,18 ; Mk 11,12              | Seewandeln                     | Mt 14,22 ; Mk 6,45 ; Joh 6,16          |              |

#### Besessene
| Inhalt                | Bibelstellen               |                               | Inhalt                       | Bibelstellen |
| In Kafarnaum          | Mk 1,21 ; Lk 4,31          | In Gadara/Gerasa              | Mt 8,28 ; Mk 5,1 ; Lk 8,26   |              |
| Die kanaanäische Frau | Mt 15,21 ; Mk 7,24         | Kranker (mondsüchtiger) Junge | Mt 17,14 ; Mk 9,14 ; Lk 9,37 |              |
| Stumme Besessene      | Mt 9,32 ; 12,22 ; Lk 11,14 | Kranker (mondsüchtiger) Junge | Mt 17,14 ; Mk 9,14 ; Lk 9,37 |              |

#### Krankenheilungen
| Inhalt                                     | Bibelstellen                                                             |                                      | Inhalt                         | Bibelstellen |
| Ein Aussätziger                            | Mt 8,2 ; Mk 1,40 ; Lk 5,12                                               | Zehn Aussätzige                      | Lk 17,11                       |              |
| Blinder von Betsaida                       | Mk 8,22                                                                  | Blindgeborener                       | Joh 9,1                        |              |
| Zwei Blinde                                | Mt 9,27                                                                  | Blinder bei Jericho                  | Mt 20,29 ; Mk 10,46 ; Lk 18,35 |              |
| Taubstummer                                | Mk 7,31                                                                  | Gelähmter                            | Mt 9,1 ; Mk 2,1 ; Lk 5,17      |              |
| Mann mit verdorrter Hand                   | Mt 12,9 ; Mk 3,1 ; Lk 6,6                                                | Heilungen am Sabbat (gekrümmte Frau) | Lk 13,10                       |              |
| Heilungen am Sabbat (wassersüchtiger Mann) | Lk 14,1                                                                  | Heilung der blutflüssigen Frau       | Mt 9,18 ; Mk 5,21 ; Lk 8,40    |              |
| Schwiegermutter des Simon Petrus           | Mt 8,14 ; Mk 1,29 ; Lk 4,38                                              | Gelähmter am Teich Betesda           | Joh 5,1                        |              |
| Knecht des Hauptmanns von Kafarnaum        | Mt 8,5 ; Lk 7,1                                                          | Sohn des königlichen Beamten         | Joh 4,43                       |              |
| Allgemeine Heilungsberichte                | Mt 8,16 ; 9,35 ; 12,15 ; 14,34 ; 15,29 ; 19,1 ; Mk 1,32 ; 6,53 ; Lk 4,40 | Sohn des königlichen Beamten         | Joh 4,43                       |              |

#### Totenerweckungen
| Inhalt            | Bibelstellen |                    | Inhalt                      | Bibelstellen |
| Jüngling von Naïn | Lk 7,11      | Tochter des Jaïrus | Mt 9,18 ; Mk 5,21 ; Lk 8,40 |              |
| Lazarus           | Joh 11,1     | Tochter des Jaïrus | Mt 9,18 ; Mk 5,21 ; Lk 8,40 |              |

### Die Reden
Die wichtigsten Reden Jesu im Überblick.
| Eine Lobrede | Inhalt                   | Bibelstellen      |
| Eine Lobrede | Über Johannes den Täufer | Mt 11,7 ; Lk 7,24 |

| Zwei Aussendungsreden | Inhalt                        | Bibelstellen              |
| Zwei Aussendungsreden | An die Apostel                | Mt 9,36 ; Mk 6,7 ; Lk 9,1 |
| Zwei Aussendungsreden | An die Zweiundsiebzig/Siebzig | Lk 10,1-24                |

| Drei Strafreden | Inhalt                                       | Bibelstellen        |
| Drei Strafreden | Über Reinheit und Unreinheit                 | Mt 15,1 ; Mk 7,1    |
| Drei Strafreden | Heuchelei der Schriftgelehrten               | Mk 12,38 ; Lk 20,45 |
| Drei Strafreden | Heuchelei der Pharisäer und Schriftgelehrten | Mt 23,2 ; Lk 11,37  |

| Vier Streitreden | Inhalt                  | Bibelstellen |
| Vier Streitreden | Nach der Sabbatheilung  | Joh 5,16     |
| Vier Streitreden | Beim Laubhüttenfest (B) | Joh 8,12     |
| Vier Streitreden | Beim Laubhüttenfest (A) | Joh 7,14     |
| Vier Streitreden | Beim Tempelweihfest     | Joh 10,22    |

| Sechs Hauptreden | Inhalt               | Bibelstellen            |
| Sechs Hauptreden | Bergpredigt          | Mt 5,1-7,29             |
| Sechs Hauptreden | Seepredigt           | Mt 13 ; Mk 4 ; Lk 8,4   |
| Sechs Hauptreden | Ölbergrede           | Mt 24 ; Mk 13 ; Lk 21,5 |
| Sechs Hauptreden | Feldrede             | Lk 6,20                 |
| Sechs Hauptreden | Über das Himmelsbrot | Joh 6,32–59             |
| Sechs Hauptreden | Abschiedsreden       | Joh 13,1-17,26          |

### Einzelsprüche
Jesus bevorzugt in den Reden und Einzelsprüchen über sich selbst die Bezeichnung Menschensohn. 14-mal nennt er sich gemäß den Evangelien so. Sohn Gottes, Kyrios und Messias sind weitere Bezeichnungen für Jesus, die er aber nicht selbst verwendete.

#### Fragen und Lösungen
| Inhalt                                | Bibelstellen                   |                                                | Inhalt                         | Bibelstellen |
| Fastenfrage                           | Mt 9,14 ; Mk 2,18 ; Lk 5,33    | Ährenrupfen am Sabbat                          | Mt 12,1 ; Mk 2,23 ; Lk 6,1     |              |
| Zeichenfrage                          | Mt 16,1 ; Mk 8,11              | Jona als Zeichen                               | Mt 12,38 ; Lk 11,29            |              |
| Reinheitsfrage                        | Mt 15,10 ; Mk 7,14             | Rangfragen (Wer ist der größte im Himmelreich) | Mt 18,1 ; Mk 9,33 ; Lk 9,46    |              |
| Wie sollen wir beten (das Vaterunser) | Mt 6,9 ; Lk 11,1               | Elijafrage                                     | Mt 17,10 ; Mk 9,11             |              |
| Vollmachtsfrage                       | Mt 21,23 ; Mk 11,27 ; Lk 20,1  | Steuerfrage                                    | Mt 22,15 ; Mk 12,13 ; Lk 20,20 |              |
| Auferstehungsfrage                    | Mt 22,23 ; Mk 12,18 ; Lk 20,27 | Wichtigstes Gebot                              | Mt 22,34 ; Mk 12,28            |              |
| Frage nach dem Messias                | Mt 22,41 ; Mk 12,35 ; Lk 20,41 | Wichtigstes Gebot                              | Mt 22,34 ; Mk 12,28            |              |

#### Lehren und Weisungen
| Inhalt                             | Bibelstellen                |                              | Inhalt                       | Bibelstellen |
| Der fremde Dämonenaustreiber       | Mk 9,38; Lk 9,49            | Lohn des Wohltuns            | Mt 10,41; Mk 9,41            |              |
| Wehe dem Verführer                 | Mt 18,6; Mk 9,42; Lk 17,1   | Das Kleine kostbar vor Gott  | Mt 18,10                     |              |
| Zurechtweisen und Verzeihen        | Mt 18,15; Lk 17,3           | Der Starke und der Stärkere  | Mt 12,29; Mk 3,22; Lk 11,14  |              |
| Die Sünde gegen den Heiligen Geist | Mt 12,31; Mk 3,28; Lk 12,10 | Der Ungeist in Herz und Mund | Mt 12,34                     |              |
| Die Rückkehr der unreinen Geister  | Mt 12,44; Lk 11,24          | Vom Kommen des Gottesreiches | Lk 17,20                     |              |
| Ehescheidung und Ehelosigkeit      | Mt 19,3; Mk 10,2            | Gefahr des Reichtums         | Mt 19,23; Mk 10,23; Lk 18,24 |              |

#### Ausrufe und Selbstoffenbarungen
| Inhalt                 | Bibelstellen        |                                             | Inhalt                           | Bibelstellen |
| „Ich preise dich“      | Mt 11,25            | „Kommt alle zu mir“'                        | Mt 11,28                         |              |
| „Selig eure Augen“     | Mt 13,16 ; Lk 10,23 | Feuer und Taufe                             | Lk 12,49                         |              |
| Klage über Jerusalem   | Lk 13,34 ; 19,41    | Gerichtsdrohung über die ungläubigen Städte | Mt 11,20 ; Lk 10,13              |              |
| Jesu göttliche Sendung | Joh 12,44           | Johannesevangelium: „Ich bin...“            | Johannesevangelium: „Ich bin...“ |              |
| Jesu göttliche Sendung | Joh 12,44           | „...das Brot des Lebens“                    | 6,35                             |              |
| Jesu göttliche Sendung | Joh 12,44           | „...das Licht der Welt“                     | 8,12                             |              |
| Jesu göttliche Sendung | Joh 12,44           | „...die Tür“                                | 10,7                             |              |
| Jesu göttliche Sendung | Joh 12,44           | „...der gute Hirt“                          | 10,11                            |              |
| Jesu göttliche Sendung | Joh 12,44           | „...die Auferstehung und das Leben“         | 11,25                            |              |
| Jesu göttliche Sendung | Joh 12,44           | „...der Weg, die Wahrheit und das Leben“    | 14,6                             |              |
| Jesu göttliche Sendung | Joh 12,44           | „...der wahre Weinstock“                    | 15,1                             |              |

#### Sprüche von der Nachfolge
| Inhalt                    | Bibelstellen                   |                                | Inhalt                              | Bibelstellen |
| Bedingungen der Nachfolge | Mt 16,24 ; Mk 8,34 ; Lk 9,23   | Füchse und Vögel               | Mt 8,19 ; Lk 9,57                   |              |
| Keine Menschenfurcht      | Mt 10,23 ; Lk 12,2             | Bekennermut                    | Mt 10,19-28 ; Mk 13,11 ; Lk 12,4-11 |              |
| Scheidung der Geister     | Mt 10,34 ; Lk 12,51            | Entschlossenheit zur Nachfolge | Mt 10,37 ; Lk 14,25                 |              |
| Lohn der Nachfolge        | Mt 19,27 ; Mk 10,28 ; Lk 18,28 | Kleine Herde                   | Lk 12,32                            |              |

#### Gespräche und Entgegnungen
| Inhalt                                 | Bibelstellen                  |                                        | Inhalt            | Bibelstellen |
| Nachtgespräch mit Nikodemus            | Joh 3,1                       | Wahl der Gäste                         | Lk 14,12          |              |
| Tagesgespräche (Blutbad, Turmeinsturz) | Lk 13,1                       | „Selig der Leib“                       | Lk 11,27          |              |
| Nachricht über und an Herodes          | Lk 13,31                      | Bootsgespräch über Brote und Sauerteig | Mt 16,5 ; Mk 8,14 |              |
| Von der Macht des Glaubens             | Mt 21,21 ; Mk 11,23 ; Lk 17,6 | Bootsgespräch über Brote und Sauerteig | Mt 16,5 ; Mk 8,14 |              |

### Die Gleichnisse
Seine Gleichnisse bilden das Herzstück der Predigten Jesu. Viele Bilder, wie vom Wasser, Weinstock, Wein, Brot und dem guten Hirten, schöpfen aus dem Alten Testament. Das Johannesevangelium kennt keine Gleichnisse im hier genannten Sinne.

#### Berufungsgleichnisse
| Inhalt                    | Bibelstellen |                     | Inhalt                     | Bibelstellen |
| Ungleiche Söhne           | Mt 21,28     | Böse Winzer         | Mt 21,33; Mk 12,1; Lk 20,9 |              |
| Königliches Hochzeitsmahl | Mt 22, 1     | Festmahl            | Lk 14, 15                  |              |
| Pharisäer und Zöllner     | Lk 18,9      | Eigensinnige Kinder | Mt 11,16; Lk 7,31          |              |
| Langmütige Gärtner        | Lk 13,6      | Enge Pforte         | Lk 13,22                   |              |

#### Gleichnisse vom Himmelreich
| Inhalt                   | Bibelstellen            |                      | Inhalt                      | Bibelstellen |
| Sämann und Saat          | Mt 13,1; Mk 4, 1; Lk8,4 | Vom Wachsen der Saat | Mk 4,26                     |              |
| Unkraut unter dem Weizen | Mt 13,24                | Senfkorn             | Mt 13,31; Mk 4,30; Lk 13,18 |              |
| Sauerteig                | Mt 13,33; Lk 13,20      | Schatz und Perle     | Mt 13,44                    |              |
| Fischnetz                | Mt 13,47                | Schatz und Perle     | Mt 13,44                    |              |

#### Forderungen im Gottesreich
| Inhalt               | Bibelstellen |                   | Inhalt                       | Bibelstellen |
| Arbeiter im Weinberg | Mt 20,1      | Anvertrautes Geld | Mt 25, 14; Lk 19,11          |              |
| Anvertraute Talente  | Mt 25, 14    | Wachsame Knechte  | Mt 24,42; Mk 13,33; Lk 12,35 |              |
| Unnütze Knechte      | Lk 17,7      | Zweiherrendienst  | Mt 6,24; Lk 16,1             |              |

#### Blick auf das Ende
| Inhalt                   | Bibelstellen     |                                | Inhalt      | Bibelstellen |
| Haus auf dem Felsen      | Mt 7,24; Lk 6,47 | Zehn Jungfrauen                | Mt 25,1     |              |
| Reicher Tor              | Lk 12,16         | Schlauer Verwalter             | Lk 16,1     |              |
| Über die Wahl der Plätze | Lk 14,7          | Reicher Mann und armer Lazarus | Lk 16,19-31 |              |
| Turmbau und Kriegführung | Lk 14,28         | Reicher Mann und armer Lazarus | Lk 16,19-31 |              |

#### Sonstige Gleichnisse
| Inhalt                               | Bibelstellen      |                                | Inhalt                            | Bibelstellen |
| Barmherziger Vater                   | Lk 15,11-32       | Verlorene Drachme              | Lk 15,8                           |              |
| Verlorenes Schaf                     | Lk 15,3           | Unbarmherziger Schuldner       | Mt 18,23                          |              |
| Barmherziger Samariter               | Lk 10,25          | Zudringlicher Freund           | Lk 11,5                           |              |
| Der ungerechte Richter               | Lk 18,1           | Bittender Sohn                 | Mt 7,9; Lk 11,11                  |              |
| Licht und Auge                       | Mt 6,22; Lk 11,34 | Licht nicht unter den Scheffel | Mt 5, 15; Mk 4,21; Lk 8,16; 11,33 |              |
| Neues Stück vom Kleid und neuer Wein | Lk 5,36           | Feigenbaum ohne Früchte        | Lk 13,6-9                         |              |

### Leiden und Sterben
In Jerusalem feiert Jesus mit seinen Jüngern das letzte Abendmahl. Er wird am Ölberg gefangen genommen und von Petrus dreimal verleugnet. Pontius Pilatus, der Statthalter des römischen Kaisers, und der jüdische Hohe Rat verurteilen ihn zum Tod. Er wird gekreuzigt, stirbt, und wird in einem nahen Felsengrab beigesetzt.

#### Das letzte Abendmahl
| Inhalt                      | Bibelstellen                            |                                                     | Inhalt                       | Bibelstellen |
| Vorbereitung der Feinde     | Mt 26, 1; Mk 14,1; Lk 22,1              | Vorbereitungen Jesu                                 | Mt 26,17; Mk 14,12; Lk 22,7  |              |
| Reden beim Mahl             | Mt 26,20; Mk 14,17; Lk 22,14            | Fußwaschung                                         | Joh 13,1                     |              |
| Ankündigung des Verrates    | Mt 26,21; Mk 14,18; Lk 22,21; Jo 13,21  | Einsetzung der Eucharistie                          | Mt 26,26; Mk 14,22; Lk 22,19 |              |
| Ankündigung der Verleugnung | Mt 26,34; Mk 14,27; Lk 22,31; Joh 13,36 | Hohepriesterliches Gebet (s. Reden (Abschiedsrede)) | Joh 17                       |              |

#### Am Ölberg
| Inhalt     | Bibelstellen                |               | Inhalt                                 | Bibelstellen |
| Todesangst | Mt 26,36; Mk 14,32;Lk 22,40 | Gefangennahme | Mt 26,47; Mk 14,43; Lk 22,47; Joh 18,2 |              |

#### Prozess vorm Hohen Rat
| Inhalt                       | Bibelstellen                           |                        | Inhalt                                  | Bibelstellen |
| Vor dem Hohen Rat            | Mt 26,57;Mk 14,53; Lk 22,63; Joh 18,13 | Verleugnung des Petrus | Mt 26,58; Mk 14,54; Lk 22,54; Joh 18,15 |              |
| Todesurteil und Auslieferung | Mt 27,1; Mk 15,1; Lk 22,66             | Tod des Judas          | Mt 27,3                                 |              |

#### Prozess vor Pilatus
| Inhalt                       | Bibelstellen                             |                               | Inhalt   | Bibelstellen |
| Erstes Verhör                | Mt 27,11; Mk 15,2; Lk 23,2; Joh 18,29    | Jesus vor Herodes             | Lk 23,6  |              |
| Jesus und Barabbas           | Mt 27, 15; Mk 15,6; Lk 23, 13; Joh 18,39 | Traum der Frau des Pilatus    | Mt 27,19 |              |
| Geißelung und Dornenkrönung  | Mt 27,26; Mk 15,15; Joh 19,1             | Da ist der Mensch (Ecce homo) | Joh 19,5 |              |
| Zweites Verhör, Verurteilung | Mt 27,24; Mk 15,15; Lk 23,24; Joh 19,9   | Da ist der Mensch (Ecce homo) | Joh 19,5 |              |

#### Kreuzestod und Grablegung
| Inhalt                 | Bibelstellen                             |                             | Inhalt                                  | Bibelstellen |
| Kreuzweg               | Mt 27,31; Mk 15,20; Lk 23, 26; Joh 19,16 | Weinenden Frauen            | Lk 23,27                                |              |
| Kreuzigung             | Mt 27,33; Mk 15,22; Lk 23,33;Joh 19,18   | Verteilung der Kleider      | Mt 27,35; Mk 15,24; Lk 23,34; Joh 19,23 |              |
| Verspottung am Kreuz   | Mt 27,39; Mk 15,29; Lk 23, 35            | Worte Jesu am Kreuz         | Worte Jesu am Kreuz                     |              |
| Verspottung am Kreuz   | Mt 27,39; Mk 15,29; Lk 23, 35            | 1. Vater, vergib ihnen      | Lk 23,34                                |              |
| Verspottung am Kreuz   | Mt 27,39; Mk 15,29; Lk 23, 35            | 2. Heute noch...            | Lk 23,43                                |              |
| Verspottung am Kreuz   | Mt 27,39; Mk 15,29; Lk 23, 35            | 3. Da ist dein Sohn         | Joh 19,25                               |              |
| Verspottung am Kreuz   | Mt 27,39; Mk 15,29; Lk 23, 35            | 4. Mein Gott ...;           | Mt 27,46; Mk 15,34                      |              |
| Verspottung am Kreuz   | Mt 27,39; Mk 15,29; Lk 23, 35            | 5. Ich habe Durst;          | Joh 19,28                               |              |
| Verspottung am Kreuz   | Mt 27,39; Mk 15,29; Lk 23, 35            | 6. Es ist vollbracht;       | Joh 19,30                               |              |
| Verspottung am Kreuz   | Mt 27,39; Mk 15,29; Lk 23, 35            | 7. In deine Hände...        | Lk 23,46                                |              |
| Kreuzesinschrift       | Mt 27,37; Mk 15,26; Lk 23,38; Joh 19,19  | Tod am Kreuz                | Mt 27,50; Mk 15,37; Lk 23,46; Joh 19,30 |              |
| Durchbohrung der Seite | Joh 19,31                                | Kreuzabnahme und Grablegung | Mt 27,57; Mk 15,42; Lk 23,50; Joh 19,38 |              |
| Bewachung des Grabes   | Mt 27,62                                 | Kreuzabnahme und Grablegung | Mt 27,57; Mk 15,42; Lk 23,50; Joh 19,38 |              |

### Auferstehung und Himmelfahrt
Das Grab ist leer. Jesus begegnet Maria Magdalena, den beiden Jüngern auf dem Weg nach Emmaus, dem Petrus und schließlich allen Aposteln inklusive des „ungläubigen“ Thomas. Vor ihren Augen wird er in den Himmel entzogen.

#### Das leere Grab
| Inhalt                        | Bibelstellen                           |                           | Inhalt                      | Bibelstellen |
| Leeres Grab                   | Mt 28,1 ; Mk 16,2 ; Lk 24,1 ; Joh 20,1 | Engelerscheinungen        | Mt 28,2 ; Mk 16,5 ; Lk 24,4 |              |
| Petrus (und Johannes) am Grab | Joh 20,3 ; Lk 24,12                    | Maria von Magdala am Grab | Joh 20,11                   |              |
| Betrug der Hohenpriester      | Mt 28,11                               | Maria von Magdala am Grab | Joh 20,11                   |              |

#### Erscheinungen des Auferstandenen
| Inhalt              | Bibelstellen                    |                         | Inhalt   | Bibelstellen |
| In Jerusalem        | Mk 16,14 ; Lk 24,36 ; Joh 20,19 | Auf dem Weg nach Emmaus | Lk 24,13 |              |
| In Galiläa          | Mt 28,16                        | Am See von Tiberias     | Joh 21,1 |              |
| Christi Himmelfahrt | Mk 16,19 ; Lk 24,50             | Am See von Tiberias     | Joh 21,1 |              |

#### Einzelsprüche des Auferstandenen
| Inhalt                         | Bibelstellen |                    | Inhalt                         | Bibelstellen |
| Thomas                         | Joh 20,24    | Weide meine Lämmer | Joh 21,15                      |              |
| Jesus über Petrus und Johannes | Joh 21,18    | Missionsbefehl     | Mt 28,16 ; Mk 16,15 ; Lk 24,44 |              |

## Schlesisches Sprichwort
Das wird man auch mit dem Evangelienschlüssel nicht herausbringen. Dieses zumindest bis zum 19. Jahrhundert in Schlesien gebräuchliche Sprichwort geht auf einen schlesischen Aberglauben zurück. Danach schließt sich der Hausvater in seine Kammer ein, wenn in einem Hause etwas entwendet worden ist. Er schlägt das Evangelium des Johannes auf, legt einen geerbten Schlüssel hinein und macht die Bibel wieder zu. Jetzt nennt er die Namen all derjenigen laut,  die er in Verdacht hat. Der, bei dessen Namen sich der Schlüssel bewegt, ist der Dieb.